# Département de l'arbitrage de la FIFA
Le département de l'arbitrage de la FIFA est la commission chargée du développement de l'arbitrage international, ainsi que du suivi et du soutien technique aux arbitres internationaux.